# Club der Besten
Der Club der Besten war bis 2005 eine jährliche Veranstaltung, die die in den olympischen Disziplinen besonders erfolgreichen deutschen Sportler eines Jahres ein weiteres Mal ehren und würdigen sollte.
Erstmals wurde der Club der Besten 1984 veranstaltet. Die Idee stammte von dem 2019 verstorbenen Werner von Moltke, einem ehemaligen Weltklasse-Zehnkämpfer, dessen Moltke Event GmbH das Ereignis organisierte. Eingeladen waren alle Athleten, die im abgelaufenen Jahr bei Europa- und Weltmeisterschaften oder Olympischen Spielen eine Medaille errungen haben. Die Sportler und ihre Partner und Familien sollten bei der Veranstaltung eine Woche lang bei Spaß und Spiel ausspannen und ihre Sportlerkollegen besser kennenlernen. Neben den aktuellen Sportgrößen wurden prominente Altstars eingeladen. Veranstaltet wurde die für die Eingeladenen kostenlose Veranstaltung jeweils im Herbst; bis 2004 in Ferienanlagen vor allem der Robinson Club und im Jahr 2005 auf dem Kreuzfahrtschiff Aida, nachdem es zu Meinungsverschiedenheiten über die zukünftige Ausrichtung des Events zwischen Robinson Club und der Moltke Event GmbH gekommen war. Daraufhin präsentierte von Moltke mit dem Clubschiff Aida einen neuen Partner. Kritisiert wurde, dass die Veranstaltung von einem Event zur Motivation und Belohnung der erfolgreichen Sportler zu einem Werbeevent der Sponsoren verkommen könnte.
Parallel dazu veranstaltete die Robinson Club GmbH mit dem Champion des Jahres ein konkurrierendes Event mit gleichem Konzept, so dass 2005 der Club der Besten eine einwöchige Kreuzfahrt auf der Aida durch die Ägäis unternahm, während die Gäste des Champion des Jahres eine Woche in einer Ferienanlage in Süditalien verbrachten. Dort wählten die anwesenden Athleten aus ihrer Mitte ihren Champion des Jahres, der bislang seit 2000 im Rahmen des Clubs der Besten ausgezeichnet wurde. Damit sahen Kritiker einen Kampf um die werbewirksamsten Sportstars eröffnet.
Von 2006 bis 2014 fand die Veranstaltung Champion des Jahres unter der Federführung der Robinson Club GmbH in verschiedenen Ferienanlagen statt. Das Veranstaltungsprinzip blieb dasselbe, als Partner war 2006 die Stiftung Deutsche Sporthilfe hinzugekommen.
Seit 2015 veranstaltet die Stiftung Deutsche Sporthilfe gemeinsam mit ihren Partnern die Urlaubs- und Eventwoche für Deutschlands beste Athleten eines Jahres. Von 2015 bis einschließlich 2017 fand diese unter dem Titel Champion des Jahres in einem Robinson Club statt. Ab 2018 realisiert die Deutsche Sporthilfe gemeinsam mit dem Premium Club-Anbieter Aldiana die Veranstaltung unter dem Titel „Sporthilfe Club der Besten“. Dieser findet 2018 vom 23. bis 30. September im Aldiana Club Costa del Sol in Andalusien statt. Als Top-Partner begleiten neben Aldiana auch Smart, die Zurich Insurance Group sowie die Deutsche Fußball Liga (DFL) die Veranstaltung.